# Hal Ashby
Hal Ashby (Ogden, Utah, 2 de septiembre de 1929-Malibú, California, 27 de diciembre de 1988) fue un director de cine estadounidense ganador de un Óscar al mejor montaje en 1967 por la película In the Heat of the Night.

## Biografía
William Hal Ashby se crio en una familia de origen mormón en una infancia que estuvo marcada por la desgracia. Tuvo que presenciar el divorcio de sus padres y el suicidio de su progenitor. Se casó a una edad muy temprana, aunque se divorció posteriormente. 
Poco después, Ashby se trasladó de Utah a California, donde encontró un puesto como ayudante de montaje. Su eclosión llegó en 1967 al ganar Oscar al mejor montaje por su trabajo en En el calor de la noche. Previamente había sido nominado por ¡Que vienen los rusos, que vienen los rusos!
Su debut como director se produjo en 1970. Con Norman Jewison como mentor, Ashby dirigió El casero. A pesar de no ser propio de su generación, Ashby abrazó el estilo hippie, optó por el vegetarianismo y se dejó el pelo largo. En 1970, se casó con la actriz Joan Marshall, matrimonio que duró hasta la muerte del director en 1988, aunque su separación fue mucho antes y, de hecho, Marshall no pudo perdonar nunca a su marido que reflejara algunas de las intimidades de su relación en la película Shampoo.
En los 16 años de dirección, Ashby dirigió numerosas películas, entre ellas Harold and Maude y la sátira social Bienvenido Mr. Chance - Desde el jardín con Peter Sellers, Shampoo con Warren Beatty o Esta tierra es mi tierra, una biografía de Woody Guthrie protagonizada por David Carradine y que fue el primer film en utilizar la Steadicam. 
En 1978, logró uno de sus mejores reconocimientos con el drama inspirado en la Guerra del Vietnam El regreso, protagonizado por Jane Fonda y Jon Voight. Recibió su tercera nominación a los Óscar, la única en la categoría de la mejor dirección. 
El éxito comercial de El regreso animó a Ashby a fundar su propia productora: Lorimar. Inmerso en una espiral de consumo de drogas, Ashby se convirtió en un hombre introvertido y excéntrico, encerrándose en su vivienda de Malibú, fumando marihuana y evitando comer delante de otras personas. 
En la década de 1980, su filmografía se vio afectada por su excentricidad. Así, sus siguientes producciones, Second-Hand Hearts y Lookin' to Get Out , fueron un auténtico fracaso tanto desde el punto de vista creativo como comercial. Además, Ashby se presentaba continuamente con amiguitas, lo cual empezaba a molestar a los productores. De hecho, el colmo de todo esto fue cuando Ashby tardó casi seis meses en editar el videoclip de The Police Message in a Bottle. Incluso se barajó su nombre para poder dirigir Tootsie, aunque finalmente las negociaciones no llegaron a buen puerto. 
Su salud se resintió durante el rodaje del documental de los Rolling Stones en la gira de la banda británica por Estados Unidos durante 1981: Let's Spend the Night Together. Sufrió un derrame cerebral y, aunque se recuperó y pudo acabar el documental, no volvió a ser el mismo. 
Sus proyectos posteriores The Slugger's Wife, basada en un guion de Neil Simon, u 8 millones de maneras de morir, coescrito por Oliver Stone, fueron unos auténticos fiascos de taquilla y crítica (ambas tienen una calificación de 0% en Rotten Tomatoes). 
En los últimos años, Ashby dejó las drogas y buscó una imagen de creador venerable. A pesar de estos esfuerzos, el mundo del cine no volvió a tomarlo en serio. A esto se le añadieron problemas con su salud, hasta que se le diagnosticó un cáncer pancreático que rápidamente se extendió a los intestinos y al colon. Aunque confió en la medicina homeopática, Ashby murió el 27 de diciembre de 1988 en su casa de Malibú.

## Filmografía (como director)
- El casero (The Landlord) (1970)
- Harold and Maude (Harold y Maude) (1971)
- El último deber (The Last Detail) (1973)
- Shampoo (Shampoo) (1975)
- Esta tierra es mi tierra (Bound for Glory) (1976)
- El regreso (Coming Home) (1978)
- Bienvenido, míster Chance (Being There) (1979)
- Second-Hand Hearts (Second-Hand Hearts) (1981)
- Lookin' to Get Out (Lookin' to Get Out) (1982)
- Let's Spend the Night Together (Let's Spend the Night Together) (1982)
- The Slugger's Wife (The Slugger's Wife) (1985)
- 8 millones de maneras de morir (8 Million Ways to Die) (1986)
- Jake's Journey (1988) (TV)

## Premios y distinciones
Premios Óscar
| Año  | Categoría      | Película                 | Resultado |
| ---- | -------------- | ------------------------ | --------- |
| 1967 | Mejor Montaje  | ¡Que vienen los rusos!   | Nominado  |
| 1968 | Mejor Montaje  | In the Heat of the Night | Ganador   |
| 1979 | Mejor director | El regreso               | Nominado  |